# Brachygobius xanthozonus
Brachygobius xanthozonus е вид лъчеперка от семейство Попчеви (Gobiidae).

## Разпространение
Видът е разпространен в Индонезия (Сулавеси и Суматра) и Тайланд.